# Kajsa Magnusson
Kajsa Magnusson, folkbokförd Karin Anna Maria Magnusson, född 30 april 1953 i Stockholm, är en svensk keramiker och fotograf. Hon har tillsammans med Karin Frostenson ägnat sig åt multimediaproduktion.